# 대한민국 제14대 국회의원 선거
대한민국 제14대 국회의원 선거는 대한민국 제14대 국회의원을 선출하기 위한 선거이다. 1992년 3월 24일 화요일에 실시하였고 총 299명을 선출하였다. 각 지역구에서 1구 1인의 국회의원을 뽑는 소선거구제를 통한 직접선거다.

## 배경
6월 항쟁 이후 국민들의 민주화 요구는 거세졌고, 대통령 직선제 개헌이 이루어졌다. 이후 13대 대선에서 야권 단일화 실패로 노태우가 당선되어 민주정의당은 정권을 연장하게 되었으나, 이어 치러진 13대 국회의원 선거에서 여당인 민주정의당이 과반에 미치지 못하는 125석밖에 얻지 못한 데 이어 철저한 원내교섭단체 4당 체제가 구축되면서 위기에 봉착하게 된다. 13대 국회 초기 평화민주당 총재 김대중, 통일민주당 총재 김영삼, 신민주공화당 총재 김종필등에게 노태우 대통령과 집권여당 민주정의당은 엄청난 견제를 받았다. 집권여당 민주정의당는 이러한 상태로는 정권 재창출이 어렵다고 보고 일단 의원 권력을 여소야대 판세를 뒤집고 이를 극복하여  권력 기반을 강화하고 정국 주도권를 다시 되찾을 목적으로 보수 대통합을 추진하시 시작하였다. 이 결과로 통일민주당 김영삼 총재와 신민주공화당 총재 김종필와의 결합하여 3당 합당을 통해 민주자유당이 탄생하여, 218석의 거대 여당이 된다. 노무현등 통일민주당 통합 반대파는 독자적으로 꼬마 민주당를 창당했고 반면 제1야당 평화민주당는 신민주연합당으로 당명 변경을 한 이후에 14대 총선을 앞두고 신민주연합당과 꼬마 민주당 그리고 재야세력을 통합하여 민주당으로 출범하였다. 이번 14대 총선은 노태우 정부의 마지막 평가전이자 14대 대선을 8개월을 앞둔 전초전으로 평가받았다.

## 진행 과정

### 민주자유당의 내분
1991년 12월 말부터 민주자유당의 총선 공천을 두고 김영삼을 중심으로 하는 민주계와 노태우, 김종필을 중심으로 하는 민정,공화계간의 갈등이 발생하였다. 민주계는 노태우 대통령의 측근들에 대한 공천 배제 13대 총선 이전 대통령 후보 확정등을 주장하였다. 김영삼 당시 대표는 1992년 1월 8일에 연 공개 기자회견에서 '민자당의 대선 후보 13대 총선 이전에 확정되어야 한다'고 말하였다. 이후 민주계는 탈당까지 불사하겠다는 태도로 강경하게 대응하여 분쟁이 커졌다. 이후 갈등 해결을 위하여 1월 9일 민자당의 3명의 최고위원과 노태우 대통령의 회담을 통하여 갈등은 다소 진정되었다. 회담의 결과로 민주계와 민정,공화계가 조금씩 물러난 합의를 하게 되었다. 노태우 대통령은 민주계의 당 내부 지분 추가 확보와 김영삼 대표의 위상 강화, 의원내각제의 포기 등을 받았다. 언론들은 김영삼 대표가 의원내각제를 반대한 이유로 의원내각제가 실시되면 의회에서 총리를 선출하게 되는데 다수당에서 의원 투표를 통하여 총리를 선출하기 때문에 민주계보다 소속 계파 의원수가 많은 민정, 공화계 출신이 총리로 선출될 가능성이 높기 때문이라고 전망하였다.

### 정주영의 노태우 정치자금 폭로
정주영 전 현대그룹 명예회장은 (가칭) '재벌 신당'을 창당을 준비하였다. 한겨례는 이에 대하여 '돈 선거판'이 될 수 있다며 우려를 표시하였다.
1992년 1월 8일 열린 기자회견에서 정주영 전 회장은 자신이 과거부터 매년 2번씩 청와대에 '정치 헌금'이라고 불리는 수십억원의 정치자금을 제공하였으며 노태우 대통령에게 제공된 정치자금은  3백억원에 육박한다고 폭로하였다. 언론들은 이번 폭로가 신민주 공화당의 '재벌당'이라는 이미지를 희석시키고 대중적인 기반을 마련하기 위함이라고 평가하였다. 이에 대하여 김대중 민주당 대표는 "정씨 발언에서 가장 충격적인 점은 노태우 대통령이 정치자금을 받고 있으면서도 안 받고 있다고 한 것과 오히려 받으면 차벌하겠다고 한것"이라며 노태우 대통령을 강하게 비판하였다. 한편 야당인 민주당은 정치자금 수수에 대한 의회 차원에서의 엄정한 조사를 촉구하였다. 동아일보는 1월 9일 '정치자금의 진상 밝혀라'이라는 제목의 사설에서 정주영 전 회장의 정확한 자금 전달 방식 공개 요구와 함께 ' 정치자금 수수의 실체를 조속히 규명' 하여야 한다고 주장하였다.

### 자치단체장 연기와 후폭풍
노태우 대통령은 10일 기자회견에서 올해 상반기에 실시하도록 되어있는 자치단체장 선거를 1~2년정도 연기하는 것이 좋다는 등의 발언을 하며 '자치단체장 선거 시기는 14대 국회에서 결정하도록 하는것이 바람직하다는 입장을 표현하였다.
야당들은 '선거 관권개입을 노골화'하고 있다며 정부를 강하게 비판하였고 이후 대규모 정부 규탄대회도 추진하였다. 규탄대회에서 이 상태로 총선을 치르게 된다면 모든 자치단체장들이 선거 없이 민주자유당 소속 '임명직'이기 때문에 선거가 공정하게 관리될 수 없으며 여당에 압도적으로 유리할 수 밖에 없다고 말하였다. 이후 13일 김대중-이기택 민주당 공동대표는 기자회견에서 '지자체장 선거 연기는 위헌'이라고 주장하였다.
또한 여러 언론들도 자치단체장 선거 연기에 대하여 비판적으로 평가하는 사설들을 줄줄이 발표하였다.
한겨례는 11일자 사설에서 '법이 정한 선거를 정당간 합의도 없이, 또 국민의 뜻도 물어보지 않고 기습적으로 연기를 선언하는것은 민주주의 나라의 대통령의 취할 태도가 아니다'며 과거 6·29 선언에서 노태우가 발표한 자치단체장을 민주적으로 선거를 통하여 뽑는다는 내용 또한 어겼다고 비판하였다. 동아일보 또한 같은 날자에 '자치단체장 선거 연기 안된다'라는 제목의 사설을 발표하고 사설에서 자치단체장 선거 연기에 대하여 '법치주의에 위배되는 대통령의 월권이라 하지 않을수 없다'고 강하게 비판하였으며 민주당, 공화당 등 야당이 제기한 선거 연기로 발생할 수 있는 관권선거 논란에 대하여도 '지방자치단체의 완전한 민주화 없이 치러질 대통령선거를 관권에 의해 치르겠다고 비난받아도 답변이 매우 어려울 것이다'고 평가하였다. 또한 또 다른 이슈로 평가받던 민주자유당의 대통령 후보 선출 과정에 대하여는 대통령이 다음 대통령 후보를 지명하는것은 권위주의 시대의 발상이라면서 자유 경선을 진행할 것이라고 말하였다.

### 여야 공천 내분과 공천 확정
정부가 일본군 위안부 문제에 대하여 소극적으로 대응하면서 야당의 지지세가 상승하였다. 노태우 정부는 1965년 한일기본조약으로 보상이 일단 매듭을 지었다는 기존 입장을 고수하고 일본 수상에 별도 요구를 하지 않기로 하였다. 야당은 정부 외교에 대하여 비판하였고 동아일보,한겨례등 일부 언론들 또한 사설을 통하여 정부의 조치를 비판하였다. 한편 민주당에서 공천을 두고 내분이 발생하였다. 한겨례는 민주당이 조직책 인선과 영입 과정에서 개혁의지를 살리지 못하였으며 영입한 일부 인사중 노조 간부 해고를 주도하거나 군인 장성 출신 인사등 부적적한 후보를 공천한다고 비판하였다. 한겨례는 '극우'와 부패분자는 배제하라'라는 1월 21일자 사설에서 '마땅이 응징해야할 극우세력이나 부패분자에 대한 용서나 화해의 단계도 없이 그런 인물들을 영입 한다면 민주당이 주장하는 개혁은 유권자들의 공감을 사기 어려울 것이'라고 비판하였다.민주당은 신한민주당 출신 신민계와 민주당 출신이나 영입인사 등으로 구성된 민주계로 대표되는 보수파와 혁신파의 공천 갈등이 심각한 상황에 이르게 되었고 결국 현역의원의 다수가 물갈이 될 것으로 예상되으나  계파지분 다툼등 여러 요인으로 현역 의원들은 대부분 직을 유지하고 10명 가량만 교체되게 되었다.
민주자유당은 총선에 민자당 후보로 출마하려는 청와대 일부 비서관들과 정부의 고위정무직 공무원들이 국회의원 선거법을 악용하여 공천신청서를 낸 뒤에도 공직에 있으면서 지휘를 이용한 사전선거운동을 하고 있다는 비판을 받았다. 또한 노태우 대통령의 측근과 5공화국 출신 인사들이 아무런 경쟁 없이 '낙하산 공천'을 받으며 논란이 되기도 하였다. 이러한 공천으로 민자당의 지지율이 하락하는 가운데 대학학력고사 문제지 유출 사건이 발생하고 이에 대하여 정부의 대응이 미미하다는 지적을 받으며 더 큰 타격을 입게 되었다 또한 경선에는 안기부가 개입되어 무소속으로 출마하려는 후보들을 압박,회유하여 출마하지 못하게 하고 출마 하려는 인물을 모색하는등 법은 어긴것이 아니냐는 지적을 받았다. 김태룡등 결선 탈락자중 일부는 '민자당의 공천은 동과 정보기관의 공작에 의해 좌지우지 되었다.'고 강도높게 비판하였다. 2월 1일 발표된 경선 결과에서는 민정계의 강세가 드러났는데 경선 경합 지역인 대부분의 선거구를 민정계가 획득하였다. 결과론적으로는 영입 인사등으로  공천 0순위인 당협위원장 22명을 제외한 대부분의 현역 의원은 공천을 받게 되었다. 동아일보는 1월 25일자 신문에 실린 '민자당 공천과정에 문제있다.' 라는 제목의 사설에서 '향우나 동창회에 금일봉을 빠지지 않고 내미는 졸부들이 국회의원 후보들이 되어서야 되겠는가' 라며 민자당의 '정치헌금' 공천을 비판하였다.

### 노태우 정부의 여당 지원
민주당의 폭로에서 야당에 합류한 일부 군 장성들이 보안사령부등 군대 정보기관으로부터 압력을 받고 있다는 주장을 하였다. 또한 정부 산하 총리실 주도로 1월 25일에 이미 존재하는 공정선거협의회 (약칭 '공선협') 대신 정부가 공정선거 실현 민간단체 연합 (약칭 '공민련')을 결성하여 공정선거를 관리하는 민간 단체에 정부가 개입한다는 비판을 받았다.이에 대하여 정부가 주도하는 민간단체가 선거를 관리한다면 공정한 관리가 어려울 것이라는 언론들의 비판을 받았다. 한편 시민들의 자발적인 모금으로 예산을 충당하는 공선협의 모금운동을 정부가 '기부금 금지법'을 들어 제동을 건 것 또한 자치단체들에서 거액의 지원금을 받아 정부,여당에 유리한 선거운동을 할 것이라는 의심을 받고 있는 공민련과의 형평성에 맞지 않는다는 지적을 받았다.
2월 10일에는 민자당이 경선 낙선 후보들을 대상으로 국영 업체장 자리를 준다며 불출마를 회유하였다는 사실이 대대적으로 보도되었다. 동아일보는 1면 머릿기사로 "국영 업체장 자리 주겠다" 민자 낙천자회유 물의" 라는 제목으로 이 사건을 보도하였다. 해당 기사의 내용은 공천 낙선자를 대상으로 정부산회기관의 장이나 국영기업체 사장 또는 이사장 자리를 보장하는 식으로 공천 낙선자들의 불출마를 회유하고 있다는 사실과 해당 행위가 낙하산 인사로 인한 공공기관 운영의 효율성을 낮출수 있다는 비판 또한 포함되어 있었다.
동아일보의 14일자 보도에 따르면 부산,전북등 일부 지역에서는 '구청 직원'들이 민자당의 선거 상황실을 운영하거나 경기도 일부 군에서는 민자당 지구당 사무실에 '구청 행정전화'를 설치해주기도 했다. 이 행정전화는 문제가 발생하자 철거하였다. 또한 일부 지역의 군수가 관내 단체와 부녀회장등을 초청하여 술과 음식등을 대접하며 "혼란이나 안정 중 안정을 택해야"한다면서 여당을 지지하는듯한 대도를 취하였다. 민자당 소속이 구청장을 맞고 있는 서울 용산구청은 구청 소식지인 '반상회 선거'에 정부 여당의 자치단체장 선거 연기를 옹호하는 내용을 적어 주민들에게 배포하였다. 이에 대하여 여러 언론들은 사설을 통하여 '관권 선거' 라고 비판하였다.
한겨례 또한 같은 날자에 사설에서 정부의 "공정선거 추진단체"에 대한 개입을 비판하며  "정부가 압장서 '순수 민간단체'의 결성을 주도하고,거액의 돈까지 대주고, 이제 그 구성원의 상당수가 집권여당의 간부라는 사실이 들어난 마당"이라며 상식적으로 국민들이 정부가 추진하는 공명선거 운동의 공정성을 믿을 수 있겠냐고 비판하였다.
노태우 대통령이 선거 기간과 여당 후보들의 개발 공약과 맞추어 유사한 대규모 지역 개발 계획을 발표하면서 민자당을 밀어주는것이 아니냐는 비판을 받았다. 김대중 민주당 대표는 '노 대통령과 정부의 이같은 공약 남발은 사실상 민자당 선거운동'이라면서 즉각 중단할 것을 촉구하였다. 또한 시,군,구 단위로 대대적인 민원 반영 계획을 추진하거나 수백만원의 상금이 달린 대대적인 지역 축제를 선거기관에 맞춰 갑작스럽게 추진한것도 논란이 되었다. 동아일보는 19일자 신문에 "우려되는 관권 행정선거"라는 제목의 사설을 실고 "총선을 압두고 여당 후보자를 지원하기 위한 행정기관및 관변 단체들의 활동이 두드러지게 나타나고 있다" 면서 관권 선거라는 의혹을 사고 있다고 비판하였다.

### 안기부의 무소속 후보 사퇴 압력
국가안전기획부가 민주자유당의 승리를 위하여 친여 성향의 무소속 후보들에게 대대적인 사퇴 압박을 추진하였다. 이러한 경향은 대구 경북에서 주로 나타났으나 전국 각지의 일부 지역에서도 나타났다. 노차태 전 의원은 안기부 부산지국장으로부터 "출마를 포기하지 않으면 신상에 좋지 않을 일이 있을것"이라는 협박을 받았다고 폭로하였다. 오한구 의원 또한 안기부로부터  "잘 생각해보라, 세무조사를 하겠다"는 등의 협박성 발언을 당하였고 19일에는 하루종일 집앞에서 감시를 당하고 18일에는 차량 미행을 다니기도 하였다고 폭로하였다.
2월 18일 이철용 의원이 피습당하였다. 이철용 의원은 민주당 경선에서 탈락한 후 무소속으로 출마하려다가 보복을 당한 것으로 보인다.
정부는 2월 21일에 총선 날자를 3월 24일로 결정하고 선거일은 공유일로 지정하다고 발표하였다. 같은 날자에 윤관 선관위원장이 총리에 '공명선거 협조'공문을 발신하며 선심행정과 관권개입을 자제하라고 당부하였다.
25일자 한겨례 신문은 무주군 관권 선거 추진 문건을 입수하여 보도하였다.  보도에 따르면 전남 무주군에서 공무원,공공기관이 사실상 여당의 선거 운동을 하였는 내용이였다. 문건에 따르면 총선 이전에 선거 지역구로 친여성향 인물의 전입을 종용하고 공무원들은 주민들에게 여당 후보 공약을 홍보하고 여당 투표를 독려함으로써 여당에게 유리한 지지세를 구축하고 야권의 비리를 집중적으로 찾는다는 내용이였다.
26일 민자당 거창지구당 창당대회에서 선거운동원과 일반 시민들에게까지 3,900만원의 현금을 살포한 혐의로 이강두 거창지구당 위원장이 체포되었다. 검찰은 "식사나 기념품 제공과 달리 현금을 직접 뿌린 행위는 죄질이 매우 중하다고 판단"하여 체포하였다고 발표하였다.

## 각 정당 반응

### 민주자유당
3당 합당으로 인해 기존에 대구광역시와 경상북도(TK) 일대에서만 지지를 받은 민자당의 지지가 넓어졌다. 부산광역시와 경상남도(PK)의 지지를 받던 통일민주당의 합류로 경상도 자체에서 지지를 얻었고, 충청도에서 지지를 받던 신민주공화당의 합류로 충청도에서도 지지를 얻게 되었다. 이렇게 되어 민자당의 압승은 너무나도 쉬운 일이 되었지만, 정주영이 여야의 낙천자들을 대상으로 영입하여 통일국민당을 창당하는 바람에 위기를 맞이하였다. 통일국민당이 돌풍을 일으키면서 보수층의 일부가 통일국민당을 지지하게 되었고, 이미 민자당의 독재 정치로 인해 국민들에게 실망을 주어 많은 의석을 잃게 되었다. 선거 전 194석을 차지하고 있었던 민자당은 45석을 잃은 149석밖에 차지하지 못했지만, 무소속 의원을 영입하면서 원내 과반수에 육박하는 의석을 얻었다.

### 민주당
13대 국회 초기 당시 통일민주당과 평화민주당으로 갈라졌던 민주당계는 3당 합당으로 위기에 봉착했다. 당시 통일민주당이 평화민주당의 반대에도 불구하고 민주자유당에 합류하는 바람에, 부산광역시와 경상남도(PK)에서 민주당계에 대한 지지가 추락하였다. 게다가 신생 민주자유당이 218석을 차지하는 바람에, 평민당은 자칫 민자당에 짓밟힐 수 있는 상황이 되었다. 김대중은 평민당을 신민주연합당으로 개편한 뒤, 기존의 꼬마민주당을 끌어들여 새로운 민주당을 만들었다. 또한 기존의 운동권 세력들도 끌어들이는 등 화합을 시도했다. 선거 결과, 97석을 얻어 개헌 저지선(100석)을 넘지는 못했지만 나름 커다란 성과를 이루었다.

### 통일국민당
현대그룹의 회장이었던 정주영은 여야의 낙천자들을 대상으로 영입해 통일국민당을 창당했다. 이 통일국민당이 바람을 일으키면서 일부 보수층들이 민자당 대신 국민당을 지지하는 결과를 가져왔고, 선거 결과 31석을 획득하여 원내교섭단체를 확보하면서 제3당으로 부상했다. 이 바람이 몰고 온 또 다른 효과는, 민자당의 돌풍을 차단할 수 있었다는 것이었다.

## 선거 정보
- 총유권자수 : 29,003,828명
- 대통령 : 노태우 (민주자유당)
- 의석정수 : 299석 (지역구 237석 ＋ 전국구 62석)
- 선거제도 : 소선거구제 ＋ 비례대표제
- 투표일 : 1992년 3월 24일

## 투표율
- 전국 선거인수 29,003,828명 중 20,843,482명이 투표하여, 투표율은 71.9%를 기록하였으며 이는 지난 13대 총선의 투표율 75.8%와 비교하면 낮은 수치이다.

|        | 서울   | 부산   | 대구   | 인천   | 광주   | 대전   | 경기   | 강원   | 충북   | 충남   | 전북   | 전남   | 경북   | 경남   | 제주   |
| ------ | ------ | ------ | ------ | ------ | ------ | ------ | ------ | ------ | ------ | ------ | ------ | ------ | ------ | ------ | ------ |
| 투표율 | 69.2 % | 69.1 % | 66.6 % | 68.0 % | 70.1 % | 70.1 % | 69.6 % | 78.0 % | 76.0 % | 76.0 % | 74.3 % | 75.4 % | 78.4 % | 77.3 % | 78.6 % |

## 선거 결과
|              |        |        |            |            |  |
| 1            | 97     | 21     | 31         | 149        |  |
| 신정치개혁당 | 민주당 | 무소속 | 통일국민당 | 민주자유당 |  |

| 정당              | 정당              | 득표       | 득표  | 득표   | 의석   | 의석 | 의석   | 의석 | 의석 | 의석 |
| 정당              | 정당              | 득표수     | %     | ±      | 지역구 | ±    | 전국구 | ±    | 합계 | ±    |
| ----------------- | ----------------- | ---------- | ----- | ------ | ------ | ---- | ------ | ---- | ---- | ---- |
|                   | 민주자유당        | 7,923,718  | 38.49 | –34.89 | 116    | –44  | 33     | –26  | 149  | –70  |
|                   | 민주당            | 5,843,827  | 29.17 | +9.91  | 75     | +21  | 22     | +6   | 97   | +27  |
|                   | 통일국민당        | 3,574,419  | 17.37 | +17.37 | 24     | +24  | 7      | +7   | 31   | +31  |
|                   | 신정치개혁당      | 369,044    | 1.79  | +1.79  | 1      | +1   | 0      | ±0   | 1    | +1   |
|                   | 민중당            | 319,041    | 1.55  | +1.55  | 0      | ±0   | 0      | ±0   | 0    | ±0   |
|                   | 공명민주당        | 17,257     | 0.09  | +0.09  | 0      | ±0   | 0      | ±0   | 0    | ±0   |
|                   | 무소속            | 2,372,005  | 11.52 | +6.77  | 21     | +12  |        |      | 21   | +12  |
| 기권/무효         | 기권/무효         | 259,670    |       |        |        |      |        |      |      |      |
| 합계              | 합계              | 20,843,482 | 100   | ±0     | 237    | +13  | 62     | –13  | 299  | ±0   |
| 등록유권자/투표율 | 등록유권자/투표율 | 29,003,828 | 71.86 |        |        |      |        |      |      |      |

### 지역별 지역구 의원 수
| 지역 | 민주자유당 | 민주당 | 통일국민당 | 신정치개혁당 | 무소속 | 합계 |
| ---- | ---------- | ------ | ---------- | ------------ | ------ | ---- |
| 서울 | 16         | 25     | 2          | 1            | -      | 44   |
| 부산 | 15         | -      | -          | -            | 1      | 16   |
| 대구 | 8          | -      | 2          | -            | 1      | 11   |
| 인천 | 5          | 1      | -          | -            | 1      | 7    |
| 광주 | -          | 6      | -          | -            | -      | 6    |
| 대전 | 1          | 2      | -          | -            | 2      | 5    |
| 경기 | 18         | 8      | 5          | -            | -      | 31   |
| 강원 | 8          | -      | 4          | -            | 2      | 14   |
| 충북 | 6          | 1      | 2          | -            | -      | 9    |
| 충남 | 7          | 1      | 4          | -            | 2      | 14   |
| 전북 | 2          | 12     | -          | -            | -      | 14   |
| 전남 | -          | 19     | -          | -            | -      | 19   |
| 경북 | 14         | -      | 2          | -            | 5      | 21   |
| 경남 | 16         | -      | 3          | -            | 4      | 23   |
| 제주 | -          | -      | -          | -            | 3      | 3    |
| 합계 | 116        | 75     | 24         | 1            | 21     | 237  |

### 정당 득표율
| 정당         | 득표수     | 득표율 | 당선인 | 비고         |
| ------------ | ---------- | ------ | ------ | ------------ |
| 민주자유당   | 7,923,718  | 38.5%  | 33     |              |
| 민주당       | 6,004,578  | 29.2%  | 22     |              |
| 통일국민당   | 3,574,419  | 17.4%  | 7      |              |
| 신정치개혁당 | 369,044    | 1.8%   |        |              |
| 민중당       | 319,041    | 1.5%   |        | 정당등록취소 |
| 공명민주당   | 21,007     | 0.1%   |        | 정당등록취소 |
| 무소속       | 2,372,005  | 11.5%  |        |              |
| 총합         | 20,583,812 |        | 62     |              |

### 전국구 배분
국회의원 선거법에 따라, 지역구 5석 이상을 획득한 민주자유당, 민주당, 통일국민당에 지역구 의석수에 따라 각각 33석, 22석, 7석이 배분되었다.

## 당선자

### 지역구
민주자유당 
 민주당 
 통일국민당 
 신정치개혁당 
 무소속 

| 시·도      | 선거구 / 당선자      | 선거구 / 당선자      | 선거구 / 당선자   | 선거구 / 당선자      |
| 서울특별시 | 종로구               | 중구                 | 용산구            | 성동구 갑            |
| ---------- | -------------------- | -------------------- | ----------------- | -------------------- |
| 서울특별시 | 이종찬               | 정대철               | 서정화            | 이세기               |
| 서울특별시 |                      |                      |                   |                      |
| 서울특별시 | 성동구 을            | 성동구 병            | 동대문구 갑       | 동대문구 을          |
| 서울특별시 | 조세형               | 강수림               | 노승우            | 김영구               |
| 서울특별시 |                      |                      |                   |                      |
| 서울특별시 | 중랑구 갑            | 중랑구 을            | 성북구 갑         | 성북구 을            |
| 서울특별시 | 이순재               | 김덕규               | 이철              | 신계륜               |
| 서울특별시 |                      |                      |                   |                      |
| 서울특별시 | 도봉구 갑            | 도봉구 을            | 도봉구 병         | 노원구 갑            |
| 서울특별시 | 유인태               | 김원길               | 조순형            | 백남치               |
| 서울특별시 |                      |                      |                   |                      |
| 서울특별시 | 노원구 을            | 은평구 갑            | 은평구 을         | 서대문구 갑          |
| 서울특별시 | 김용채               | 손세일               | 이원형            | 김상현               |
| 서울특별시 |                      |                      |                   |                      |
| 서울특별시 | 서대문구 을          | 마포구 갑            | 마포구 을         | 양천구 갑            |
| 서울특별시 | 임춘원               | 박명환               | 박주천            | 박범진               |
| 서울특별시 |                      |                      |                   |                      |
| 서울특별시 | 양천구 을            | 강서구 갑            | 강서구 을         | 구로구 갑            |
| 서울특별시 | 김영배               | 박계동               | 최두환            | 김기배               |
| 서울특별시 |                      |                      |                   |                      |
| 서울특별시 | 구로구 을            | 구로구 병            | 영등포구 갑       | 영등포구 을          |
| 서울특별시 | 이경재               | 김병오               | 장석화            | 나웅배               |
| 서울특별시 |                      |                      |                   |                      |
| 서울특별시 | 동작구 갑            | 동작구 을            | 관악구 갑         | 관악구 을            |
| 서울특별시 | 서청원               | 박실                 | 한광옥            | 이해찬               |
| 서울특별시 |                      |                      |                   |                      |
| 서울특별시 | 서초구 갑            | 서초구 을            | 강남구 갑         | 강남구 을            |
| 서울특별시 | 박찬종               | 김덕룡               | 김동길            | 홍사덕               |
| 서울특별시 |                      |                      |                   |                      |
| 서울특별시 | 송파구 갑            | 송파구 을            | 강동구 갑         | 강동구 을            |
| 서울특별시 | 조순환               | 김종완               | 이부영            | 김중위               |
| 서울특별시 |                      |                      |                   |                      |
| 부산직할시 | 중구                 | 서구                 | 동구              | 영도구               |
| 부산직할시 | 정상천               | 곽정출               | 허삼수            | 김형오               |
| 부산직할시 |                      |                      |                   |                      |
| 부산직할시 | 부산진구 갑          | 부산진구 을          | 동래구 갑         | 동래구 을            |
| 부산직할시 | 정재문               | 김정수               | 박관용            | 최형우               |
| 부산직할시 |                      |                      |                   |                      |
| 부산직할시 | 남구 갑              | 남구 을              | 북구 갑           | 북구 을              |
| 부산직할시 | 허재홍               | 유흥수               | 문정수            | 신상우               |
| 부산직할시 |                      |                      |                   |                      |
| 부산직할시 | 해운대구             | 사하구               | 금정구            | 강서구               |
| 부산직할시 | 김운환               | 서석재               | 김진재            | 송두호               |
| 부산직할시 |                      |                      |                   |                      |
| 대구직할시 | 중구                 | 동구 갑              | 동구 을           | 서구 갑              |
| 대구직할시 | 유수호               | 김복동               | 박준규            | 정호용               |
| 대구직할시 |                      |                      |                   |                      |
| 대구직할시 | 서구 을              | 남구                 | 북구              | 수성구 갑            |
| 대구직할시 | 강재섭               | 김해석               | 김용태            | 박철언               |
| 대구직할시 |                      |                      |                   |                      |
| 대구직할시 | 수성구 을            | 달서구 갑            | 달서구 을         |                      |
| 대구직할시 | 윤영탁               | 김한규               | 최재욱            |                      |
| 대구직할시 |                      |                      |                   |                      |
| 인천직할시 | 중구·동구            | 남구 갑              | 남구 을           | 남동구               |
| 인천직할시 | 서정화               | 심정구               | 하근수            | 강우혁               |
| 인천직할시 |                      |                      |                   |                      |
| 인천직할시 | 북구 갑              | 북구 을              | 서구              |                      |
| 인천직할시 | 조진형               | 이승윤               | 조영장            |                      |
| 인천직할시 |                      |                      |                   |                      |
| 광주직할시 | 동구                 | 서구 갑              | 서구 을           | 북구 갑              |
| 광주직할시 | 신기하               | 정상용               | 임복진            | 박광태               |
| 광주직할시 |                      |                      |                   |                      |
| 광주직할시 | 북구 을              | 광산구               |                   |                      |
| 광주직할시 | 이길재               | 조홍규               |                   |                      |
| 광주직할시 |                      |                      |                   |                      |
| 대전직할시 | 동구 갑              | 동구 을              | 중구              | 서구·유성구          |
| 대전직할시 | 남재두               | 송천영               | 강창희            | 이재환               |
| 대전직할시 |                      |                      |                   |                      |
| 대전직할시 | 대덕구               |                      |                   |                      |
| 대전직할시 | 김원웅               |                      |                   |                      |
| 대전직할시 |                      |                      |                   |                      |
| 경기도     | 수원시 권선구 갑     | 수원시 권선구 을     | 수원시 장안구     | 성남시 수정구        |
| 경기도     | 김인영               | 남평우               | 이호정            | 이윤수               |
| 경기도     |                      |                      |                   |                      |
| 경기도     | 성남시 중원구·분당구 | 의정부시             | 안양시 갑         | 안양시 을            |
| 경기도     | 오세응               | 문희상               | 이인제            | 이석현               |
| 경기도     |                      |                      |                   |                      |
| 경기도     | 부천시 중구 갑       | 부천시 중구 을       | 부천시 남구       | 광명시               |
| 경기도     | 안동선               | 원혜영               | 박규식            | 윤항렬               |
| 경기도     |                      |                      |                   |                      |
| 경기도     | 송탄시·평택시        | 동두천시·양주군      | 안산시·옹진군     | 과천시·의왕시        |
| 경기도     | 김영광               | 임사빈               | 장경우            | 박제상               |
| 경기도     |                      |                      |                   |                      |
| 경기도     | 시흥시·군포시        | 구리시               | 미금시·남양주군   | 여주군               |
| 경기도     | 제정구               | 정주일               | 이성호            | 이규택               |
| 경기도     |                      |                      |                   |                      |
| 경기도     | 평택군               | 오산시·화성군        | 파주군            | 고양시               |
| 경기도     | 이자헌               | 정창현               | 박명근            | 이택석               |
| 경기도     |                      |                      |                   |                      |
| 경기도     | 하남시·광주군        | 연천군·포천군        | 가평군·양평군     | 이천군               |
| 경기도     | 정영훈               | 이한동               | 안찬희            | 이영문               |
| 경기도     |                      |                      |                   |                      |
| 경기도     | 용인군               | 안성군               | 김포군·강화군     |                      |
| 경기도     | 이웅희               | 이해구               | 김두섭            |                      |
| 경기도     |                      |                      |                   |                      |
| 강원도     | 춘천시               | 원주시               | 강릉시            | 동해시               |
| 강원도     | 손승덕               | 원광호               | 최돈웅            | 김효영               |
| 강원도     |                      |                      |                   |                      |
| 강원도     | 태백시               | 명주군·양양군        | 삼척시·삼척군     | 홍천군               |
| 강원도     | 류승규               | 김문기               | 김정남            | 조일현               |
| 강원도     |                      |                      |                   |                      |
| 강원도     | 춘천군·양구군·인제군 | 횡성군·원주군        | 영월군·평창군     | 정선군               |
| 강원도     | 이민섭               | 박경수               | 심명보            | 박우병               |
| 강원도     |                      |                      |                   |                      |
| 강원도     | 속초시·고성군        | 화천군·철원군        |                   |                      |
| 강원도     | 정재철               | 김재순               |                   |                      |
| 강원도     |                      |                      |                   |                      |
| 충청북도   | 청주시 갑            | 청주시 을            | 충주시·중원군     | 제천시               |
| 충청북도   | 김진영               | 정기호               | 이종근            | 이춘구               |
| 충청북도   |                      |                      |                   |                      |
| 충청북도   | 청원군               | 보은군·옥천군·영동군 | 괴산군            | 진천군·음성군        |
| 충청북도   | 신경식               | 박준병               | 김종호            | 민태구               |
| 충청북도   |                      |                      |                   |                      |
| 충청북도   | 제천군·단양군        |                      |                   |                      |
| 충청북도   | 송광호               |                      |                   |                      |
| 충청북도   |                      |                      |                   |                      |
| 충청남도   | 천안시               | 공주시·공주군        | 대천시·보령군     | 온양시·아산군        |
| 충청남도   | 성무용               | 이상재               | 김용환            | 황명수               |
| 충청남도   |                      |                      |                   |                      |
| 충청남도   | 금산군               | 연기군               | 논산군            | 부여군               |
| 충청남도   | 정태영               | 박희부               | 김범명            | 김종필               |
| 충청남도   |                      |                      |                   |                      |
| 충청남도   | 서천군               | 청양군·홍성군        | 예산군            | 서산시·서산군·태안군 |
| 충청남도   | 이긍규               | 조부영               | 오장섭            | 한영수               |
| 충청남도   |                      |                      |                   |                      |
| 충청남도   | 당진군               | 천안군               |                   |                      |
| 충청남도   | 송영진               | 함석재               |                   |                      |
| 충청남도   |                      |                      |                   |                      |
| 전라북도   | 전주시 덕진구        | 전주시 완산구        | 군산시            | 이리시               |
| 전라북도   | 오탄                 | 장영달               | 채영석            | 이협                 |
| 전라북도   |                      |                      |                   |                      |
| 전라북도   | 정주시·정읍군        | 남원시·남원군        | 완주군            | 진안군·무주군·장수군 |
| 전라북도   | 김원기               | 양창식               | 김태식            | 황인성               |
| 전라북도   |                      |                      |                   |                      |
| 전라북도   | 임실군·순창군        | 고창군               | 부안군            | 김제시·김제군        |
| 전라북도   | 홍영기               | 정균환               | 이희천            | 최락도               |
| 전라북도   |                      |                      |                   |                      |
| 전라북도   | 옥구군               | 익산군               |                   |                      |
| 전라북도   | 강철선               | 최재승               |                   |                      |
| 전라북도   |                      |                      |                   |                      |
| 전라남도   | 목포시               | 여수시               | 순천시            | 나주시·나주군        |
| 전라남도   | 권노갑               | 김충조               | 허경만            | 김장곤               |
| 전라남도   |                      |                      |                   |                      |
| 전라남도   | 여천시·여천군        | 담양군·장성군        | 곡성군·구례군     | 동광양시·광양군      |
| 전라남도   | 신순범               | 박태영               | 황의성            | 김명규               |
| 전라남도   |                      |                      |                   |                      |
| 전라남도   | 승주군               | 고흥군               | 보성군            | 화순군               |
| 전라남도   | 조순승               | 박상천               | 류준상            | 홍기훈               |
| 전라남도   |                      |                      |                   |                      |
| 전라남도   | 장흥군               | 강진군·완도군        | 해남군·진도군     | 영암군               |
| 전라남도   | 이영권               | 김영진               | 김봉호            | 류인학               |
| 전라남도   |                      |                      |                   |                      |
| 전라남도   | 무안군               | 함평군·영광군        | 신안군            |                      |
| 전라남도   | 박석무               | 김인곤               | 한화갑            |                      |
| 전라남도   |                      |                      |                   |                      |
| 경상북도   | 포항시               | 경주시               | 김천시·금릉군     | 안동시               |
| 경상북도   | 허화평               | 서수종               | 박정수            | 김길홍               |
| 경상북도   |                      |                      |                   |                      |
| 경상북도   | 구미시               | 영주시·영풍군        | 영천시·영천군     | 상주시·상주군        |
| 경상북도   | 박세직               | 금진호               | 박헌기            | 김상구               |
| 경상북도   |                      |                      |                   |                      |
| 경상북도   | 점촌시·문경군        | 달성군·고령군        | 군위군·선산군     | 의성군               |
| 경상북도   | 이승무               | 구자춘               | 김윤환            | 김동권               |
| 경상북도   |                      |                      |                   |                      |
| 경상북도   | 안동군               | 청송군·영덕군        | 영양군·봉화군     | 영일군·울릉군        |
| 경상북도   | 류돈우               | 김찬우               | 강신조            | 이상득               |
| 경상북도   |                      |                      |                   |                      |
| 경상북도   | 경주군               | 경산시·경산군·청도군 | 성주군·칠곡군     | 예천군               |
| 경상북도   | 황윤기               | 이영창               | 장영철            | 유학성               |
| 경상북도   |                      |                      |                   |                      |
| 경상북도   | 울진군               |                      |                   |                      |
| 경상북도   | 이학원               |                      |                   |                      |
| 경상북도   |                      |                      |                   |                      |
| 경상남도   | 창원시 갑            | 창원시 을            | 울산시 중구       | 울산시 남구          |
| 경상남도   | 김종하               | 황낙주               | 차화준            | 차수명               |
| 경상남도   |                      |                      |                   |                      |
| 경상남도   | 울산시 동구          | 마산시 합포구        | 마산시 회원구     | 진주시               |
| 경상남도   | 정몽준               | 김호일               | 강삼재            | 하순봉               |
| 경상남도   |                      |                      |                   |                      |
| 경상남도   | 진해시·창원군        | 충무시·통영군·고성군 | 삼천포시·사천군   | 김해시·김해군        |
| 경상남도   | 배명국               | 정순덕               | 김기도            | 김영일               |
| 경상남도   |                      |                      |                   |                      |
| 경상남도   | 진양군               | 의령군·함안군        | 창녕군            | 밀양시·밀양군        |
| 경상남도   | 정필근               | 정동호               | 신재기            | 신상식               |
| 경상남도   |                      |                      |                   |                      |
| 경상남도   | 양산군               | 울산군               | 장승포시·거제군   | 남해군·하동군        |
| 경상남도   | 나오연               | 김채겸               | 김봉조            | 박희태               |
| 경상남도   |                      |                      |                   |                      |
| 경상남도   | 산청군·함양군        | 거창군               | 합천군            |                      |
| 경상남도   | 노인환               | 이강두               | 권해옥            |                      |
| 경상남도   |                      |                      |                   |                      |
| 제주도     | 제주시               | 북제주군             | 서귀포시·남제주군 |                      |
| 제주도     | 현경대               | 양정규               | 변정일            |                      |

### 전국구
| #  | 민주자유당 | 민주당 | 통일국민당 |
| 1  | 김영삼     | 김대중 | 문창모     |
| 2  | 박태준     | 이기택 | 양순직     |
| 3  | 김재광     | 강창성 | 정주영     |
| 4  | 노재봉     | 장재식 | 조윤형     |
| 5  | 권익현     | 이우정 | 최영한     |
| 6  | 이만섭     | 나병선 | 이건영     |
| 7  | 정석모     | 신진욱 | 정장현     |
| 8  | 안무혁     | 김옥천 |            |
| 9  | 이원조     | 장준익 |            |
| 10 | 최병렬     | 이동근 |            |
| 11 | 김종인     | 국종남 |            |
| 12 | 김광수     | 김충현 |            |
| 13 | 박재홍     | 강희찬 |            |
| 14 | 강선영     | 박정훈 |            |
| 15 | 정시채     | 박일   |            |
| 16 | 최운지     | 김옥두 |            |
| 17 | 강용식     | 박은태 |            |
| 18 | 김영수     | 장기욱 |            |
| 19 | 김영진     | 김말룡 |            |
| 20 | 강신옥     | 양문희 |            |
| 21 | 서상목     | 박지원 |            |
| 22 | 윤태균     | 이장희 |            |
| 23 | 박구일     |        |            |
| 24 | 곽영달     |        |            |
| 25 | 이명박     |        |            |
| 26 | 이환의     |        |            |
| 27 | 강인섭     |        |            |
| 28 | 김동근     |        |            |
| 29 | 최상용     |        |            |
| 30 | 주양자     |        |            |
| 31 | 이현수     |        |            |
| 32 | 노인도     |        |            |
| 33 | 구천서     |        |            |

## 논란

### 군부대에서의 부정선거
군대내에서 사병에게 민주자유당 후보에게 무조건 기표하라는 교육이 이뤄진 사실이 3월 22일 이지문 중위에 의해 폭로가 되어 군 부재자투표 부정선거 논란이 확산되었다.군 내부에서는 재투표를 요구하는 목소리도 있었지만 재투표는 이루어지지 않았다.

### 국가기관의 선거 개입
또한 국가안전기획부에서 야당을 대상으로 한 흑색전전 유인물을 살포하고, 민주자유당 선거 유세에서 돈을 주면서 청중들을 동원하는등 선거 기간중 금권,관권선거 논란이 일어났다.

## 참고 자료
- 국회의원선거법(일부개정 1991.12.31 법률 4462호)
- 중앙선거관리위원회 역대선거정보시스템 보관됨 2012-09-03 - archive.today